# تانگ هائوچن
 تانگ هائوچن (انگلیسی: Tang Haochen؛ زادهٔ ۲۱ فوریهٔ ۱۹۹۴) یک تنیس‌باز اهل جمهوری خلق چین است. 